# Kiss József (színművész, 1962)
Kiss József (Budapest, 1962. március 29. –) Jászai Mari-díjas magyar színművész, rendező, művészeti vezető, drámaíró, dramaturg, színigazgató.

## Életpályája
1981–1985 között a Színház- és Filmművészeti Főiskola hallgatója volt, színművész szakon. 1984–1987 között a rendező szakot is elvégezte. Már 1983-tól játszott a József Attila Színházban, 1984-től a Madách Színházban, később a győri Kisfaludy Színházban és a Veszprémi Petőfi Színházban is. 2002–2003-ban a Miskolci Nemzeti Színház prózai tagozatának vezetője volt. 2007–2019 között a szolnoki Szigligeti Színház művészeti vezetője volt. 2019–2020-ban az egri Gárdonyi Géza Színház művészeti vezetője volt. 2022-től a Színház- és Filmművészeti Egyetem tanára.
2023. június 1-től a Soproni Petőfi Színház igazgatója.
A Magyar Művészeti Akadémia Aura Egyesületének három éven át elnöke volt, az Akadémia ügyvivő csoportjának tagja, a Magyar Művészeti Akadémia alapítványának, a Nemzeti Művészeti és Kulturális Kapcsolatok Alapítványa kuratóriumának elnöke.

### Családja
Szülei Kiss Sándor és Lesenyei Márta szobrászművészek.

## Főbb drámái
- A nap fia
- Kincskeresők
- Hol a pénz?
- Az angyalok nem sírnak
- Angyalka
- A béka csókja
- Fantomok és rajongók
- La Grange

## Főbb rendezései
- Az angyalok nem sírnak (2008)
- Romeó és Júlia (2008)
- Országúton (2009)
- Az őrült naplója (2010)
- Az üvegcipő (2010)
- Liliom (2011)
- Félrelépni tilos!  (2011)
- A néma levente (2012)
- Chioggiai csetepaté (2013)
- Csongor és Tünde (2014)
- Furcsa pár (2015)
- Könyvtári capriccio (2015)
- Vidám kísértet (2016)
- A fizikusok (2017)

## Szinkronszerepek[9]

### Filmes szinkronszerepei[10]
| Cím           | A film elkészülte | Magyar változat (szinkron) | Szerep     | A szinkronizált színész |
| ------------- | ----------------- | -------------------------- | ---------- | ----------------------- |
| Változó világ | 1982              |                            | Mr. Vargas | Vincent Schiavelli      |

### Filmsorozatbeli szinkronszerepei
| Cím                         | A film elkészülte | Magyar változat (szinkron) | Szerep                       | A szinkronizált színész |
| --------------------------- | ----------------- | -------------------------- | ---------------------------- | ----------------------- |
| Columbo: Kézirat vagy halál | 1974              | 1993. november 8.          | Norman Wolpert, kéziratfutár | Jack Bender             |
| Paula és Paulina            | 1998              | 1999                       | Osvaldo Reséndiz             | Antonio De Carlo        |

## Díjai, elismerései
- Jászai Mari-díj (2015)[11]